# المعهد العالي للملاحة الجوية والفضاء
المعهد العالي للملاحة الجوية والفضاء ويعرف اختصاراً (ISAE-SUPAERO) هي واحدة من المدارس الهندسية الرائدة في فرنسا، وواحدة من بين 210 مدرسة للهندسة الفرنسية التي تمنح شهادات للهندسة.
تهتم المدرسة بتدريب المهندسين العامين والمتنوعين لممارسة مجموعة واسعة من الأنشطة، تأسست المدرسة عام 1909 لتدريب «المديرين الأذكياء» لصناعة الطيران الفرنسية والأوروبية، وقد احتفلت المدرسة بالذكرى المئوية في عام 2009.